# Ямся, Андрей
Андрей Ямся (эст. Andrei Jämsä; род. 14 февраля 1982[…], Пярну) — эстонский гребец, выступающий за сборную Эстонии по академической гребле с 2002 года. Бронзовый призёр летних Олимпийских игр в Рио-де-Жанейро, обладатель трёх бронзовых медалей чемпионатов мира, трёхкратный чемпион Европы, победитель Кубка мира, победитель и призёр первенств национального значения.

## Биография
Андрей Ямся родился 14 февраля 1982 года в городе Пярну Эстонской ССР. Проходил подготовку в местном гребном клубе.
Впервые заявил о себе в академической гребле на международном уровне в сезоне 2002 года, когда вошёл в состав эстонской национальной сборной и выступил на молодёжной регате в Генуе, где в зачёте парных двоек стал седьмым. Год спустя на аналогичных соревнованиях в Белграде пришёл к финишу четвёртым, показал девятый результат на взрослом чемпионате мира в Милане.
Благодаря череде удачных выступлений удостоился права защищать честь страны на летних Олимпийских играх 2004 года в Афинах. В составе парного экипажа-четвёрки, куда также вошли гребцы Андрей Шилин, Игорь Кузьмин и Олег Виноградов, сумел квалифицироваться лишь в утешительный финал В и расположился в итоговом протоколе соревнований на девятой строке.
В 2005 году в парных четвёрках одержал победу на этапах Кубка мира в Итоне и Люцерне, выиграл бронзовую медаль на чемпионате мира в Гифу.
В 2006 году на чемпионате мира в Итоне вновь взял бронзу в парных четвёрках.
Принимал участие в Олимпийских играх 2008 года в Пекине — в программе одиночек занял итоговое 17-е место. Также в этом сезоне в четвёрках победил на чемпионате Европы в Афинах.
В 2009 году в парных четвёрках закрыл десятку сильнейших на чемпионате мира в Познани, был восьмым на чемпионате Европы в Бресте.
В 2010 году в четвёрках стал десятым на чемпионате Европы в Монтемор-у-Велью.
В 2011 году в той же дисциплине занял 16-е место на чемпионате мира в Бледе, стал серебряным призёром на чемпионате Европы в Пловдиве.
Выиграв Олимпийскую квалификационную регату FISA в Люцерне, благополучно прошёл отбор на Олимпийские игры 2012 года в Лондоне. Здесь вместе с такими гребцами как Аллар Рая, Тыну Эндрексон и Каспар Таймсоо финишировал в главном финале четвёртым. Также в этом сезоне победил в четвёрках на чемпионате Европы в Варезе.
В 2014 году в парных двойках занял 14-е место на чемпионате Европы в Белграде и 16-е место на чемпионате мира в Амстердаме.
В 2015 году в двойках показал 15-й результат на чемпионате Европы в Познани, тогда как в четвёрках получил бронзу на чемпионате мира в Эгбелете.
На чемпионате Европы 2016 года в Бранденбурге превзошёл всех соперников в четвёрках и завоевал золотую медаль. Находясь в числе лидеров эстонской национальной сборной, благополучно прошёл отбор на Олимпийские игры в Рио-де-Жанейро — на сей раз с теми же партнёрами в финале пришёл к финишу третьим и получил бронзовую олимпийскую награду. За это выдающееся достижение был награждён орденом Белой звезды 3-го класса.
После Олимпиады в Рио Ямся остался действующим спортсменом на ещё один олимпийский цикл и продолжил принимать участие в крупнейших международных регатах. Так, он стартовал в одиночках на чемпионатах мира 2018 года в Пловдиве и 2019 года в Оттенсхайме, а в 2020 году в двойках вышел на старт чемпионата Европы в Познани.